# Neosilurus ater
Neosilurus ater is een straalvinnige vissensoort uit de familie van de koraalmeervallen (Plotosidae). De wetenschappelijke naam van de soort is voor het eerst geldig gepubliceerd in 1894 door Perugia.